# Caicó
Caicó is een gemeente in de Braziliaanse deelstaat Rio Grande do Norte. De gemeente telt 68.222 inwoners (schatting 2017).
De plaats is zetel van het rooms-katholieke bisdom Caicó.

## Aangrenzende gemeenten
De gemeente grenst aan Cruzeta, Florânia, Jardim do Seridó, Jucurutu, Ouro Branco, São Fernando, São João do Sabugi, São José do Seridó, Serra Negra do Norte, Timbaúba dos Batistas en Várzea (PB).